# Gong Li

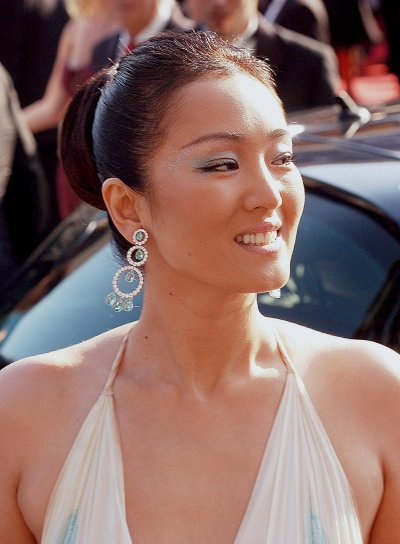
Gong Li

Gong Li (chineză: 鞏俐 / 巩俐; n. 31 decembrie 1965, Shenyang, Liaoning) este o actriță chineză care locuiește în Singapore. Cele mai renumite filme ale ei au fost produse sub regia lui Zhang Yimou, cu care a trăit împreună până în anul 1995.

## Date biografice
Gong Li este fiica unui profesor universitar de științe economice. Ea a crescut în Jinan, capitala provinciei Shandong. După terminarea unei școli superioare de muzică în anul 1985, a reușit la Academia Centrală de Arte dramatice din Pekin, pe care o va absolvi în 1989. Ca studentă a jucat în anul 1987 în filmul Red Sorghum (Lanul roșu) regizat de Zhang Yimou, premiat anul următor în Berlin cu „Ursul de aur”. Primii pași spre Hollywood îi va face cu filmul Chinese Box, care a avut un succes pe plan internațional. În anul 2006 joacă în filmul Miami Vice. Actrița a primit cetățenia în Singapore, drept pentru care a fost criticată de presa chineză și pe internet, pierzându-și cetățenia chineză și fiind exclusă din CFA (Asociația Chineză de Cinematografie). În străinătate, în schimb, va fi numită în comitetul festivalului de filme din Berlin și Veneția.

## Filmografie selectată
- 1987: Sorgul roșu (Hóng gāoliang)
- 1989: Mr. Sunshine
- 1989: The Puma action
- 1989: The Empress Dowager
- 1989: Der Krieger des Kaisers
- 1990: Ju Dou
- 1991: Lampionul roșu (Dà hóng dēnglóng gāogāo guà)
- 1993: Istoria lui Qiu Ju (Qiū Jú dǎ guānsi)
- 1993: Adio concubina mea (Bàwáng bié jī)
- 1994: Viața! (Huózhe)
- 1995: Shanghai Serenade
- 1997: Luna seducătoare
- 1997: Chinese Box
- 1999: Breaking the Silence
- 1999: Împăratul și urzupatorul său
- 2002: Zhou Yus Zug
- 2004: 2046
- 2004: Eros
- 2005: Geisha (Memoirs of a Geisha)
- 2006: Miami Vice
- 2006: Blestemul florii de aur
- 2007: Hannibal Rising – Cum a început totul (Hannibal Rising)